# Reduto do Bom Jesus de Fernando de Noronha
O Reduto do Bom Jesus de Fernando de Noronha, também referido como Fortim do Bom Jesus ou Reduto do Leão, localizava-se na ilha de Fernando de Noronha, no arquipélago de mesmo nome, no estado de Pernambuco, no Brasil.
Em posição dominante sobre a praia do Leão, integrava a defesa do setor sudoeste da ilha.

## História
Erguido a partir de 1778, a sua planta apresentava o formato de um polígono pentagonal irregular (GARRIDO, 1940:58).
Figura no mapa inglês da ilha de Fernando de Noronha (Londres, 1793. apud SECCHIN, 1991:10-11), com o nome de Forte Sul.
À época do Segundo Reinado (1840-1889) foi objeto de reparos em 1846 (BARRETTO, 1958:129) e, novamente, no contexto da Questão Christie (1862-1865) em 1864, quando dispunha de duas baterias. Encontrava-se abandonado e em ruínas, restando-lhe apenas os alicerces das muralhas em 1900 (GARRIDO, 1940:58).